# Innernzell
Innernzell là một đô thị thuộc huyện Freyung-Grafenau trong bang Bayern nước Đức. Đô thị Innernzell có diện tích 22,13 km², dân số thời điểm 31 tháng 12 năm 2006 là 1662 người.